# Lucas Scaglia
Lucas Daniel Scaglia (Rosario, 6 maggio 1987) è un ex calciatore argentino con cittadinanza italiana, di ruolo centrocampista.

## Biografia
È cugino e amico d'infanzia di Lionel Messi.

## Carriera
Inizia a giocare nelle giovanili del Newell's Old Boys, con cui colleziona anche 4 presenze nella massima serie argentina. In seguito si trasferisce al Terrassa. L'avventura in Spagna dura poco, poiché nello stesso anno si trasferisce in Grecia al Panserraïkos, nella seconda divisione locale. Rimane in Grecia anche per i prossimi due anni, sempre in seconda divisione, vestendo le casacche di Trikala e Kallonī. Nel 2012, fa ritorno in Sudamerica, al Bolívar, in Bolivia. Più tardi si trasferisce in Colombia giocando con l'Once Caldas e il Deportivo Cali. Il 14 agosto 2014 firma un contratto con i croati del Rijeka, con i quali però non gioca nessuna partita tra campionato e coppe. Chiude la sua carriera negli Stati Uniti giocando in varie squadre minori.

## Palmarès

### Club

#### Competizioni nazionali
- Súper Liga: 1

Deportivo Cali: 2014